# Elaeidobius
Elaeidobius — рід жуків родини довгоносиків (Curculionidae). Містить 6 видів.

## Поширення
Поширені в Центральній Африці, але Elaeidobius kamerunicus наприкінці 20 століття він був занесений у всі тропічні регіони світу.

## Види
- Elaeidobius kamerunicus
- Elaeidobius plagiatus
- Elaeidobius pilimargo
- Elaeidobius piliventris
- Elaeidobius spatulifer
- Elaeidobius subvittatus